# Leche nevada
La leche nevada es un postre frío típico de la gastronomía chilena de influencia francesa.

## Origen
En el Manual de cocina a beneficio de Lourdes publicado en 1913, se menciona una receta de leche nevada por primera vez.
Se menciona también en el libro La Buena Mesa publicado en Santiago de Chile en 1935.

## Descripción
Este postre tiene una base de budín casero de vainilla que se prepara con yemas de huevo. La parte nevada se refiere a unos copos de merengue que se cocinan en la leche saborizada, antes de convertirse en budín. Una vez cocinados estos copos, se los saca con una espumadera o cuchara, y se termina de preparar el postre, espolvoreando por encima canela molida o chocolate.